# Flamanville (Manche)
Flamanville – miejscowość i gmina we Francji, w regionie Normandia, w departamencie Manche.
Według danych na rok 1990 gminę zamieszkiwało 1781 osób, a gęstość zaludnienia wynosiła 247 osób/km² (wśród 1815 gmin Dolnej Normandii Flamanville plasuje się na 111. miejscu pod względem liczby ludności, natomiast pod względem powierzchni na miejscu 701.).
Niecałe 2 kilometry od miasta położona jest elektrownia jądrowa Flamanville.